# Мустафа, Хавбир
Хавбир Мустафа Дарвеш (нидерл. Hawbir Moustafa Darwesh; 24 сентября 1993, Сулеймания) — иракский футболист, правый защитник.

## Карьера

### Клубная карьера
Воспитанник любительского клуба RKVCL из Маастрихта. На взрослом уровне начал выступать в 2011 году в составе клуба «МВВ Маастрихт», игравшего в первом дивизионе Нидерландов. Дебютный матч за команду сыграл 12 августа 2011 года против «Волендама», заменив на 20-й минуте Марка Эберле. С сезона 2014/15 является игроком стартового состава своего клуба.

### Карьера в сборной
В сборной Ирака дебютировал 10 октября 2014 года в игре против Йемена, вышел в стартовом составе и на 54-й минуте матча был заменён на Хамди Карима. По состоянию на 2016 год, этот матч остаётся единственным для защитника в составе сборной.
В ноябре 2015 года вызывался на сборы молодёжной (U23) команды перед чемпионатом Азии 2016 года среди 23-летних игроков, но в окончательную заявку не вошёл.